# Huiselijk geweld

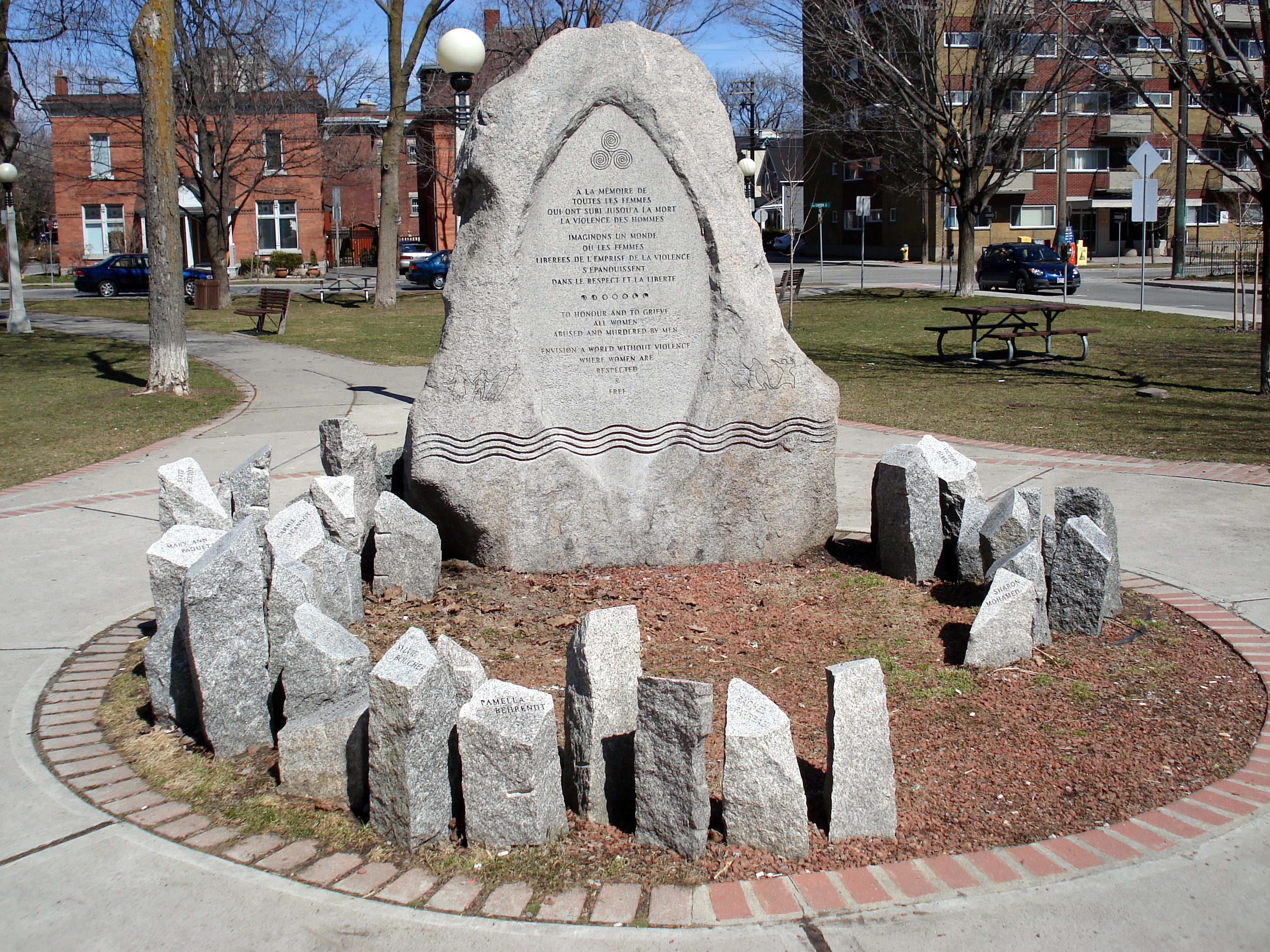
Ottawa Women’s Monument (1992, Minto Park, Ottawa, Canada) ter nagedachtenis van vrouwen omgekomen door huiselijk geweld

Huiselijk geweld is fysiek of verbaal geweld dat door iemand uit de huiselijke of familiekring van het slachtoffer wordt gepleegd.
De term 'huiselijk' verwijst niet naar de plaats waar het geweld plaatsvindt, maar naar de relatie tussen pleger en slachtoffer, bijvoorbeeld (ex-)partner, gezins- en familieleden en het wordt daarom ook wel geweld in afhankelijkheidsrelaties genoemd.
Voorbeelden van huiselijk geweld zijn: geweld door (ex-)partner, kindermishandeling en -verwaarlozing, siblinggeweld, ouderenmishandeling, eergerelateerd geweld, huwelijksdwang en huwelijkse gevangenschap, femicide (vrouwenmoord), vrouwelijke genitale verminking, mishandeling van ouders door hun kinderen en mishandeling van adolescenten door ouders of leeftijdgenoten.

## Cijfers
Volgens een onderzoek uit 1997 was in Nederland van alle vrouwen en mannen tussen de achttien en zeventig jaar 45% ooit slachtoffer van huiselijk geweld. Deze cijfers hadden betrekking op fysiek en psychisch geweld tegen kinderen, partners of ouders. Geschat werd dat er jaarlijks in Nederland minstens 200.000 personen slachtoffer werden van (evident) huiselijk geweld. In 2011 waren ongeveer 4 op de 10 slachtoffers in Nederland mannen.
Uit onderzoek door Movisie naar politiecijfers in 2010-2012 bleek dat in Nederland 90% van de verdachten bij huiselijk geweld man is; de slachtoffers waren in de aangiften voor het merendeel vrouwen: 75,5%. Politiecijfers zijn echter niet altijd representatief aangezien ze vooral het aantal interventies weergeven en niet zozeer het volledige en vaak structurele probleem in kaart brengen. 
Bij een bevraging naar huiselijk geweld onder de Nederlandse bevolking door Intomart uit 2010, in opdracht van het Nederlandse Wetenschappelijk Onderzoek- en Documentatiecentrum, bleek bijvoorbeeld dat Nederlandse vrouwen zich even vaak schuldig maken aan huiselijk geweld als Nederlandse mannen. Mannen zijn minder snel geneigd aangifte te doen, wat onder meer kan samenhangen met het stigma dat is verbonden aan mannelijk slachtofferschap. Wel zijn er verschillen in de vorm van het huiselijke geweld dat wordt gebruikt (zowel fysiek als psychisch) en de duur van het geweld (incidenteel versus structureel). Omdat vrouwen er vaker fysiek letsel aan over houden, komen bij hun eerder de hulpverlenende instanties in beeld. Uit meta-analyse van 82 Amerikaanse en Britse onderzoeken door John Archer (Universiteit van Centraal Lancashire, 2000) bleek al eerder dat vrouwen vaker naar geweld grijpen in huiselijke ruzies dan mannen; het geweld van mannen leidt echter vaker tot ernstige verwondingen dan geweld van vrouwen.
Een triest voorbeeld van huiselijk geweld is de Franse zaak-Valérie Bacot, waarin de dader van het geweld wordt doodgeschoten door het slachtoffer.

## Kinderen
Kinderen worden als slachtoffer gezien als ze slachtoffer zijn (geweest) van kindermishandeling en/of als ze getuige zijn (geweest) van geweld tussen ouders, mede omdat dit psychische problemen kan geven. Kinderen die huiselijk geweld hebben meegemaakt gaan in hun eigen relaties als volwassenen eerder tot geweld over.

## Wetgeving
In diverse landen (onder andere Nieuw-Zeeland en Oostenrijk) en diverse staten van de Verenigde Staten is wetgeving in werking getreden die het mogelijk maakt om vermeende daders van huiselijk geweld zonder vorm van proces tijdelijk uit hun huis te plaatsen (huisverbod). In Nederland is op 1 januari 2009 de Wet Tijdelijk Huisverbod in werking getreden. Deze wet maakt het mogelijk om een verdachte van huiselijk geweld voor een periode van in beginsel 10 dagen uit huis te plaatsen. De uit huis geplaatste mag gedurende deze periode geen contact opnemen met het thuisfront. Bijzonder aan deze wet is dat er nog geen huiselijk geweld hoeft te zijn gepleegd. Ook wanneer er een ernstige dreiging bestaat dat huiselijk geweld zal worden gepleegd, kan een tijdelijk huisverbod worden opgelegd. Doel is dan ook om vroegtijdig en preventief ingrijpen mogelijk te maken.

## Hulpverlening België en Nederland
Vrouwen die in Nederland slachtoffer zijn van huiselijk geweld kunnen sinds 1974 eventueel terecht in blijf-van-mijn-lijfhuizen. Sinds 2004 zijn er in Nederland ook opvanghuizen voor mannelijke slachtoffers. In Nederland bestaat tevens het Aware-systeem, gericht op het beschermen van vrouwelijke slachtoffers.
Ook in België zijn er verschillende organisaties actief, waaronder het Zorgcentrum na Seksueel Geweld (ZSG).
In 2020 werd tijdens de coronacrisis in Nederland en België het codewoord "masker 19" in het leven geroepen, waarmee men bij de apotheek een verkapte melding kan doen van huiselijk geweld. Vermoed werd dat er door de actuele situatie meer sprake zou zijn van huiselijk geweld, omdat mensen meer thuis (moesten) blijven door de lockdown in België en de "intelligente lockdown" in Nederland, en het daardoor lastiger was om conflicten met huisgenoten te ontlopen.